# Жіноче безпліддя
Жіноче безпліддя означає неможливість завагітніти або залишитися вагітною, яка пов'язана з організмом жінки. Воно становить близько 37 % випадків безпліддя: ще 8 % пояснюються чоловічим безпліддям та 35 % — обома. У популяції, яка намагається завагітніти, ймовірність становить 25 % через три місяці та 85 % після одного року незахищеного сексу. Ті, у кого спостерігають безпліддя, піддаються більшому ризику інших проблем зі здоров'ям, включаючи хвороби серця.
До поширених причин належать відсутність овуляції (25 %) через літній вік, первинна недостатність яєчників, синдром полікістозних яєчників (СПКЯ) або захворювання щитовидної залози; ендометріоз (15 %); закупорка фаллопієвих труб (11 %), наприклад, внаслідок інфекцій, що передаються статевим шляхом, або небезпечного аборту; високий пролактин (7 %); проблеми з менструальним циклом; міоми; ожиріння; генетичні умови; та автоімунні розлади. Інші фактори ризику включають куріння, алкоголь, фізичний або емоційний стрес. Діагноз ґрунтується на неможливості завагітніти або виносити вагітність після одного року спроб (або шести місяців у жінок старше 35 років).
Лікування може включати медикаменти, хірургічне втручання, штучне запліднення або допоміжні репродуктивні технології. Використовувані ліки можуть включати кломіфен, летрозол, менопаузальний гонадотропін людини (hMG), фолікулостимулюючий гормон (FSH), гонадотропін-рилізинг-гормон (GnRH), метформін і бромокриптин. Допоміжні репродуктивні технології включають екстракорпоральне запліднення (ЕКЗ), інтрацитоплазматичну ін'єкцію сперми та інтрафаллопієву передачу зиготи. ЕКЗ також дозволяє передімплантаційне генетичне тестування.
Безпліддя вражає від 10 до 17 % пар у певний момент часу. Найчастіше зустрічається в Південній Азії, Африці, Близькому Сході, Центральній і Східній Європі та Центральній Азії. У жінок віком до 35 років цей показник становить менше 10 %, у віці від 35 до 40 років — 25 %, а у віці від 40 до 44 років — 30 %. Це може виклика́ти соціальну стигму або призвести до проблем у стосунках. Жінку у стосунках може чути звинувачення у свій бік незалежно від того, чи причина в її організмі, чи ні. Лікування може бути дорогим або недоступним у багатьох частинах світу.